# Волейбол на Играх малых государств Европы
Волейбольные турниры Игр малых государств Европы — соревнования для национальных сборных команд, проводимые в рамках Игр малых государств Европы под эгидой Европейской конфедерации волейбола и Группы малых государств Европейских Олимпийских комитетов (DSS EOC).
Игры малых государств Европы проводятся с 1985 раз в два года по нечётным годам. Мужской волейбол включён в программу соревнований в 1987 году (II игры), женский — в 1989 (III игры). Участвуют сборные команды стран, входящих в Европейскую конфедерацию волейбола и Европейские Олимпийские комитеты (группа малых государств).
Наибольшее количество раз в волейбольных турнирах Игр побеждали сборные Кипра (11 раз у мужчин и 9 у женщин).
В 2021 Игры были отменены из-за пандемии COVID-19, а в программу Игр 2023 волейбол включён не был.

## Формула соревнований
В соревнованиях получают возможность участвовать национальные сборные стран-членов DSS EOC, в который с 1985 года входят Андорра, Исландия, Кипр, Лихтенштейн, Люксембург, Мальта, Монако, Сан-Марино. В 2009 к группе малых государств присоединилась, а в 2011 дебютировала на Играх Черногория. 
Соревнования проводятся по круговой системе в один круг как у мужчин, так и у женщин.

## Призёры

### Мужчины
| Год  | Место проведения | Золото     | Серебро     | Бронза      |
| ---- | ---------------- | ---------- | ----------- | ----------- |
| 1987 | Монако           | Кипр       | Сан-Марино  | Люксембург  |
| 1989 | Кипр             | Кипр       | Люксембург  | Лихтенштейн |
| 1991 | Андорра          | Люксембург | Лихтенштейн | Монако      |
| 1993 | Мальта           | Кипр       | Монако      | Сан-Марино  |
| 1995 | Люксембург       | Кипр       | Андорра     | Люксембург  |
| 1997 | Исландия         | Кипр       | Сан-Марино  | Андорра     |
| 1999 | Лихтенштейн      | Кипр       | Сан-Марино  | Исландия    |
| 2001 | Сан-Марино       | Сан-Марино | Кипр        | Люксембург  |
| 2003 | Мальта           | Кипр       | Сан-Марино  | Люксембург  |
| 2005 | Андорра          | Кипр       | Андорра     | Сан-Марино  |
| 2007 | Монако           | Кипр       | Сан-Марино  | Люксембург  |
| 2009 | Кипр             | Кипр       | Андорра     | Исландия    |
| 2011 | Лихтенштейн      | Черногория | Кипр        | Люксембург  |
| 2013 | Люксембург       | Кипр       | Люксембург  | Монако      |
| 2015 | Исландия         | Люксембург | Исландия    | Сан-Марино  |
| 2017 | Сан-Марино       | Люксембург | Кипр        | Сан-Марино  |
| 2019 | Черногория       | Черногория | Кипр        | Люксембург  |
| 2025 | Андорра          | Люксембург | Кипр        | Сан-Марино  |

### Женщины
| Год  | Место проведения | Золото     | Серебро    | Бронза      |
| ---- | ---------------- | ---------- | ---------- | ----------- |
| 1989 | Кипр             | Кипр       | Сан-Марино | Люксембург  |
| 1991 | Андорра          | Кипр       | Люксембург | Сан-Марино  |
| 1993 | Мальта           | Люксембург | Сан-Марино | Кипр        |
| 1995 | Люксембург       | Кипр       | Сан-Марино | Люксембург  |
| 1997 | Исландия         | Кипр       | Исландия   | Сан-Марино  |
| 1999 | Лихтенштейн      | Сан-Марино | Кипр       | Исландия    |
| 2001 | Сан-Марино       | Сан-Марино | Кипр       | Мальта      |
| 2003 | Мальта           | Кипр       | Люксембург | Сан-Марино  |
| 2005 | Андорра          | Сан-Марино | Кипр       | Люксембург  |
| 2007 | Монако           | Кипр       | Люксембург | Лихтенштейн |
| 2009 | Кипр             | Кипр       | Сан-Марино | Исландия    |
| 2011 | Лихтенштейн      | Сан-Марино | Кипр       | Люксембург  |
| 2013 | Люксембург       | Кипр       | Люксембург | Сан-Марино  |
| 2015 | Исландия         | Черногория | Сан-Марино | Исландия    |
| 2017 | Сан-Марино       | Кипр       | Сан-Марино | Люксембург  |
| 2019 | Черногория       | Черногория | Кипр       | Исландия    |
| 2025 | Андорра          | Люксембург | Кипр       | Монако      |